# USS Aquamarine
L'USS Aquamarine (PYc-7)  était l'ancien yacht Siele  lancé en avril 1926 par Pusey and Jones (en) à Wilmington dans le Delaware. En 1940, Siele fut vendu et rebaptisé Sea Wolf qui fut acheté par l'United States Navy en janvier 1941 et mis en service sur le nom de  USS Aquamarine en avril. Bien qu'ayant reçu une désignation de « yacht de patrouille, côtier », le yacht a été affecté au Naval Research Laboratory pour la recherche acoustique pendant la Seconde Guerre mondiale. Après le service naval, le yacht était à nouveau sous le nom de Sea Wolf jusqu'à ce qu'il soit vendu en 1954 et rebaptisé Miss Ann. En 2008, Miss Ann a été vendue à des intérêts privés qui l'ont placée dans un service d'affrètement sur la rivière Potomac. À partir de 2019, le yacht est amarré à Evans Island dans la baie de Monroe, à Colonial Beach, en Virginie.
Il est inscrit au registre national des lieux historiques des États-Unis en 1998.